# Strzelichowe

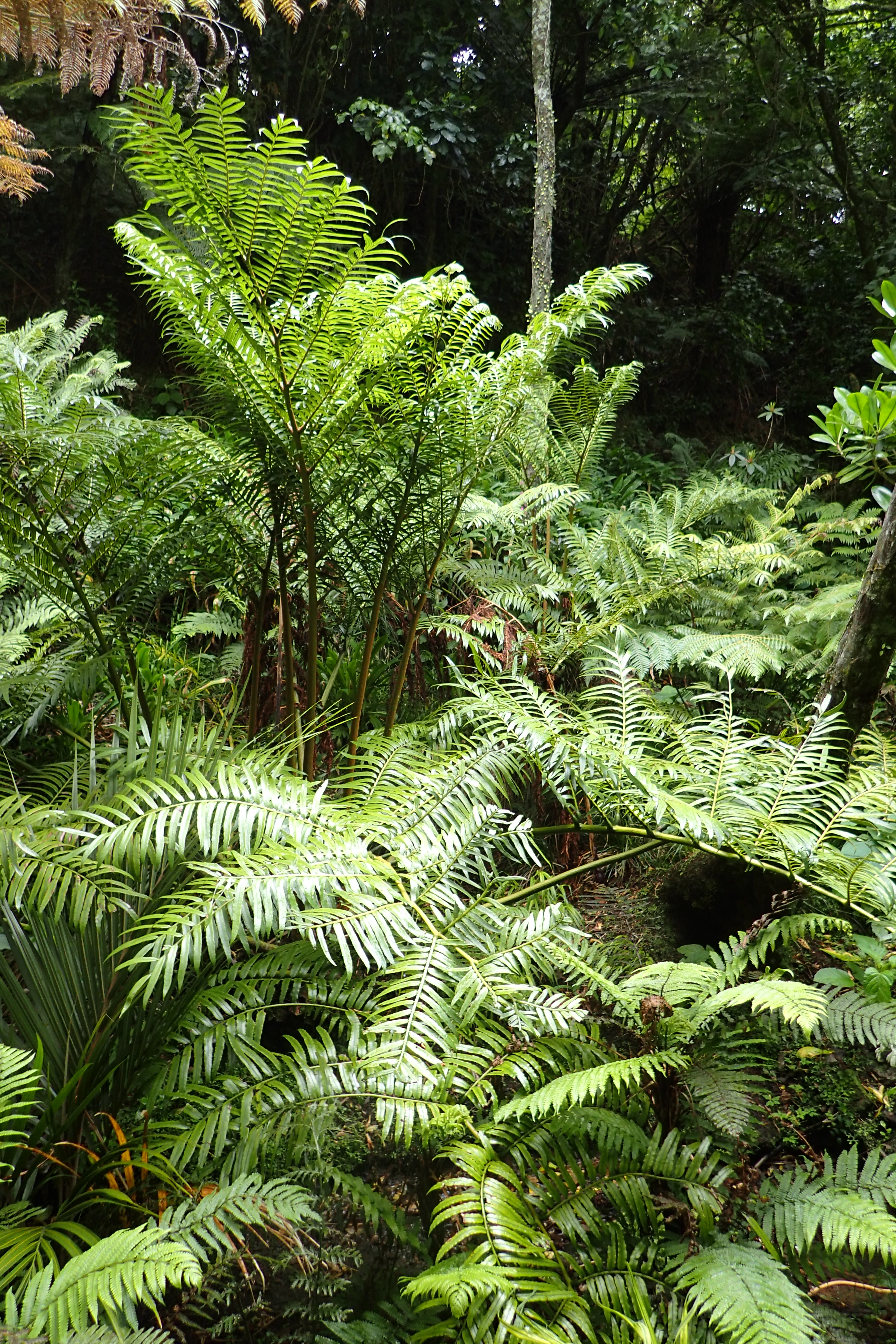
Marattia salicina

Strzelichowe (Marattiidae) – grupa roślin zarodnikowych klasyfikowana jako podklasa w obrębie szeroko ujmowanych paproci lub klasa w obrębie gromady roślin telomowych (ew. monilofitów). Reprezentowana współcześnie przez około 200 gatunków zaliczanych do jednego rzędu Marattiales i rodziny Marattiaceae. Znanych jest wiele szczątków kopalnych, świadczących o znacznym bogactwie form w dawnych epokach geologicznych, począwszy od karbonu. Współcześnie grupa ta ma charakter reliktowy i jej występowanie ograniczone jest wyłącznie do strefy równikowej.

## Morfologia

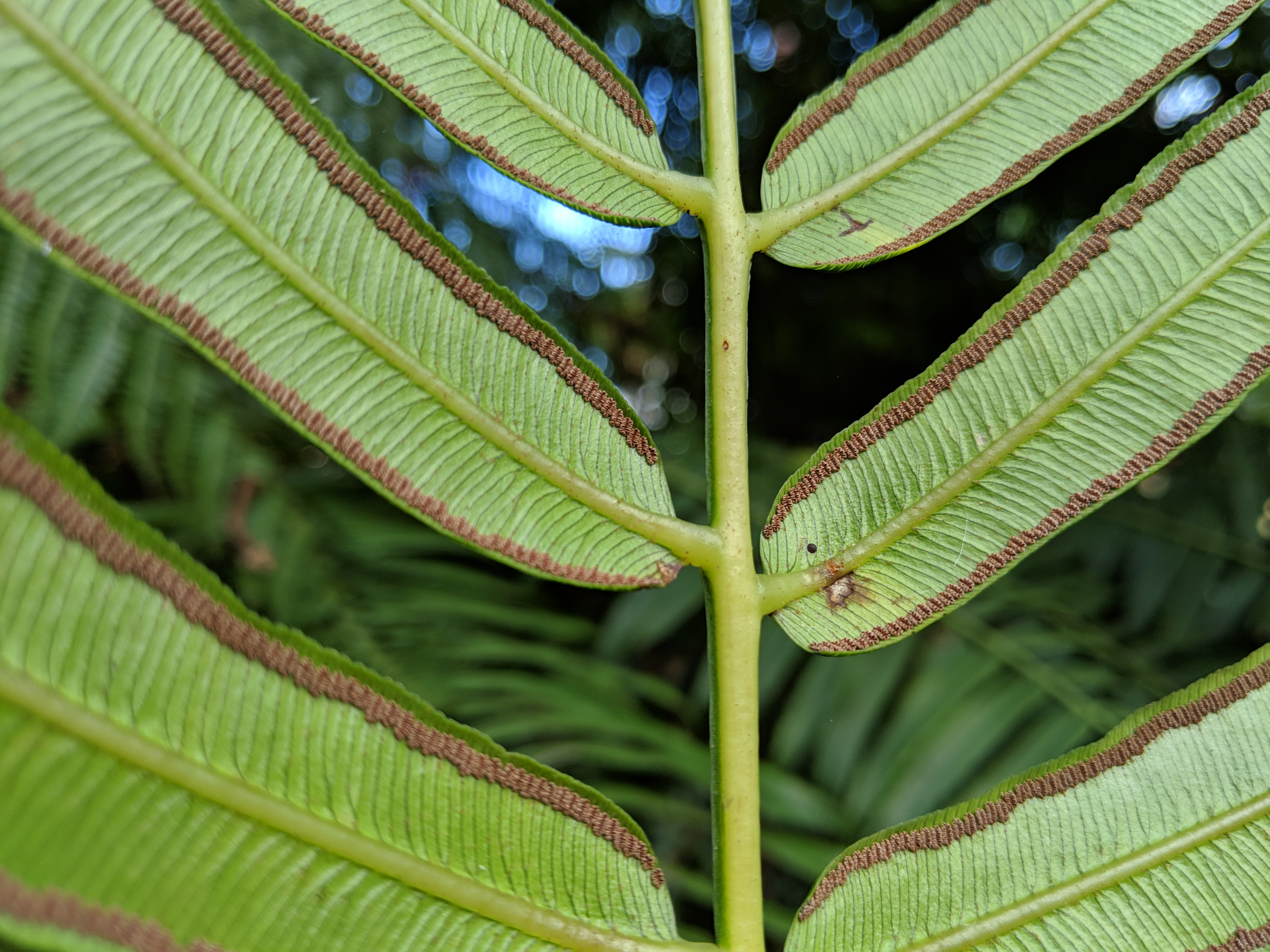
Synangia na dolnej stronie liścia Angiopteris evecta

### Gametofit
Gametofity są naziemne, zielone, samożywne, o plechowatej budowie. Gametangia, czyli plemnie i rodnie tworzą się na przylegającej do gleby powierzchni plechy. Plemnie pogrążone są w plesze i tworzą wielką liczbę plemników zaopatrzonych w wiele wici. 

### Sporofit
PokrójStrzelichowe współczesne mają sporofity z pióropuszami okazałych liści wyrastających z krótkich łodyg rosnących w całości lub częściowo pod ziemią. U Angiopteris evecta łodyga osiąga 1 m długości i podobną szerokość.
LiścieWyrastają skrętolegle ze szczytowej partii łodygi. Osiągają do 9 m długości i mają podzieloną blaszkę ułożoną w jednej płaszczyźnie i długie, tęgie ogonki o budowie podobnej do budowy łodygi. Oś liścia jest pastorałowato zwinięta. U nasady liści wykształcają się dwa liściowate twory zwane przylistkami, pełniące funkcję ochronną dla zawiązka liścia. Po jego opadnięciu tworzą wraz z nasadą ogonka charakterystyczną osłonę łodygi, powiększając jej średnicę.
ZarodnieZarodnie powstają są na dolnej (odosiowej) stronie blaszki liściowej. Są grubościenne i wykazują wyraźną tendencję do skupiania się w grupy zwane kupkami, gdy dane zarodnie występują osobno, lub synangiami, gdy dochodzi do silnego zrośnięcia zarodni ściankami. Zarodnie pękają szparą i zwykle nie mają mechanizmów otwierających. Zarodniki, w liczbie do kilku tysięcy w jednej zarodni, są jednakowe.

## Anatomia
Łodygi są w młodości protosteliczne, grubiejąc stają się syfonosteliczne, ale łyko jest wykształcone z obu stron pierścienia drewna (syfonostella amfifloiczna). Przy dalszym grubieniu łodygi, tkanki przewodzące układają się w policykliczną diktiostelę. Grubienie łodyg jest ma charakter pierwotny, tkanki wtórne zakładają się wyjątkowo i nie mają większego znaczenia.

## Systematyka
Pozycja systematyczna strzelichowych
We współczesnych systemach klasyfikacyjnych strzelichowe sytuowane są jako grupa siostrzana względem paprotkowych (paproci cienkozarodniowych) Polypodiidae.
W systemie Nitta i in. (2022):
|  | skrzypowe Equisetidae        |
|  |                              |
|  | nasięźrzałowe Ophioglossidae |
|  |                              |

|  | strzelichowe Marattiidae |
|  |                          |
|  | paprotkowe Polypodiidae  |
|  |                          |

|  | skrzypowe Equisetidae        |
|  |                              |
|  | nasięźrzałowe Ophioglossidae |
|  |                              |

|  | strzelichowe Marattiidae |
|  |                          |
|  | paprotkowe Polypodiidae  |
|  |                          |

W systemie PPG I (2016):
|  | nasięźrzałowe (Ophioglossidae)                                                           |
|  |                                                                                          |
|  | \| \| strzelichowe (Marattiidae) \| \| \| \| \| \| paprotkowe (Polypodiidae) \| \| \| \| |
|  |                                                                                          |
|  | strzelichowe (Marattiidae)                                                               |
|  |                                                                                          |
|  | paprotkowe (Polypodiidae)                                                                |
|  |                                                                                          |

|  | strzelichowe (Marattiidae) |
|  |                            |
|  | paprotkowe (Polypodiidae)  |
|  |                            |

|  | nasięźrzałowe (Ophioglossidae)                                                           |
|  |                                                                                          |
|  | \| \| strzelichowe (Marattiidae) \| \| \| \| \| \| paprotkowe (Polypodiidae) \| \| \| \| |
|  |                                                                                          |
|  | strzelichowe (Marattiidae)                                                               |
|  |                                                                                          |
|  | paprotkowe (Polypodiidae)                                                                |
|  |                                                                                          |

|  | strzelichowe (Marattiidae) |
|  |                            |
|  | paprotkowe (Polypodiidae)  |
|  |                            |

|  | nasięźrzałowe (Ophioglossidae)                                                           |
|  |                                                                                          |
|  | \| \| strzelichowe (Marattiidae) \| \| \| \| \| \| paprotkowe (Polypodiidae) \| \| \| \| |
|  |                                                                                          |
|  | strzelichowe (Marattiidae)                                                               |
|  |                                                                                          |
|  | paprotkowe (Polypodiidae)                                                                |
|  |                                                                                          |

|  | strzelichowe (Marattiidae) |
|  |                            |
|  | paprotkowe (Polypodiidae)  |
|  |                            |

|  | nasięźrzałowe (Ophioglossidae)                                                           |
|  |                                                                                          |
|  | \| \| strzelichowe (Marattiidae) \| \| \| \| \| \| paprotkowe (Polypodiidae) \| \| \| \| |
|  |                                                                                          |
|  | strzelichowe (Marattiidae)                                                               |
|  |                                                                                          |
|  | paprotkowe (Polypodiidae)                                                                |
|  |                                                                                          |

|  | strzelichowe (Marattiidae) |
|  |                            |
|  | paprotkowe (Polypodiidae)  |
|  |                            |

Podział systematyczny
Podklasa:  Marattiidae Klinge, Fl. Est-Liv-Churland 1: 93. 22-28 Jun 1882
- rząd: Marattiales Link, Hort. Berol. 2: 148. Jul-Dec 1833
  - rodzina: Marattiaceae Kaulf., Enum. Filic.: 31. 8 Apr-29 Mai 1824, nom. cons. prop.
    - Angiopteris Hoffm. – nażyłka[7]
    - Christensenia Maxon
    - Danaea Sm.
    - Eupodium J.Sm. in Hooker
    - Marattia Sw.
    - Ptisana Murdock

## Ekologia
Strzelichowe występują najczęściej w miejscach bardzo wilgotnych – na brzegach rzek i moczarów oraz na terenach górskich.